# SN 2009lg
SN 2009lg – supernowa typu Ia odkryta 10 listopada 2009 roku w galaktyce A233849+2815. W momencie odkrycia miała maksymalną jasność 18,00m.